# Neurasthenia
Neurasthenia è il terzo album in studio del gruppo depressive black metal Psychonaut 4.
È stato rilasciato dalla Talheim Records il 7 ottobre 2016, in edizione limitata a 1000 copie CD.

## Tracce
1. Prologue - 07:30
2. Death Is a Form of Art - 08:18
3. Sweet Decadance - 11:58
4. Total Leaning to Madness - 04:29
5. Bad t.RIP - 08:40
6. Song Written in Paris - 05:53
7. Sleeping Pills Suck - 07:09
8. Hangover - 05:18
9. Too Late to Call an Ambulance - 06:07
10. Thoughts of Death - 07:37

## Formazione
- Glixxx - chitarra
- Drifter - chitarra, voce secondaria, growl
- Graf - voce, scream
- Nepho - batteria
- S.D. Ramirez - chitarra, voce pulita
- Alex Menabde - basso
- Salome Kukhianidze (guest) - violino[2]